# Чемпионат России по вольной борьбе 2014
Чемпионат России по вольной борьбе 2014 года проходил с 19 по 22 июня в Якутске.

## Медалисты
| Категория | Золото                            | Серебро                          | Бронза                                                             |
| --------- | --------------------------------- | -------------------------------- | ------------------------------------------------------------------ |
| До 57 кг  | Виктор Лебедев Якутия, Красноярск | Сюрюн Омак Новосибирская область | Арыйан Тютрин Якутия Виктор Рассадин Якутия                        |
| До 61 кг  | Александр Богомоев Бурятия        | Егор Пономарёв Якутия            | Бекхан Гойгереев Дагестан Мурад Нухкадиев Красноярский край        |
| До 65 кг  | Сослан Рамонов Северная Осетия    | Шихсаид Джалилов Дагестан        | Магомед Курбаналиев Дагестан Ахмед Чакаев Дагестан                 |
| До 70 кг  | Хетаг Цаболов Северная Осетия     | Исраил Касумов Красноярский край | Магомедрасул Газимагомедов Ставрополь Арслан Арсланов Дагестан     |
| До 74 кг  | Денис Царгуш Московская область   | Якуб Шихджамалов Дагестан        | Камал Маликов Дагестан Заур Макиев Северная Осетия                 |
| До 86 кг  | Абдулрашид Садулаев Дагестан      | Шамиль Кудиямагомедов Дагестан   | Анзор Уришев Кабардино-Балкария Сослан Кцоев Северная Осетия       |
| До 97 кг  | Абдусалам Гадисов Дагестан        | Анзор Болтукаев Чечня            | Владислав Байцаев Северная Осетия Азрет Шогенов Кабардино-Балкария |
| До 125 кг | Мурадин Кушхов Дагестан           | Алан Хугаев Северная Осетия      | Хизир Дургаев Чечня Арсланбек Алиев Дагестан                       |